# Intermountain Aviation

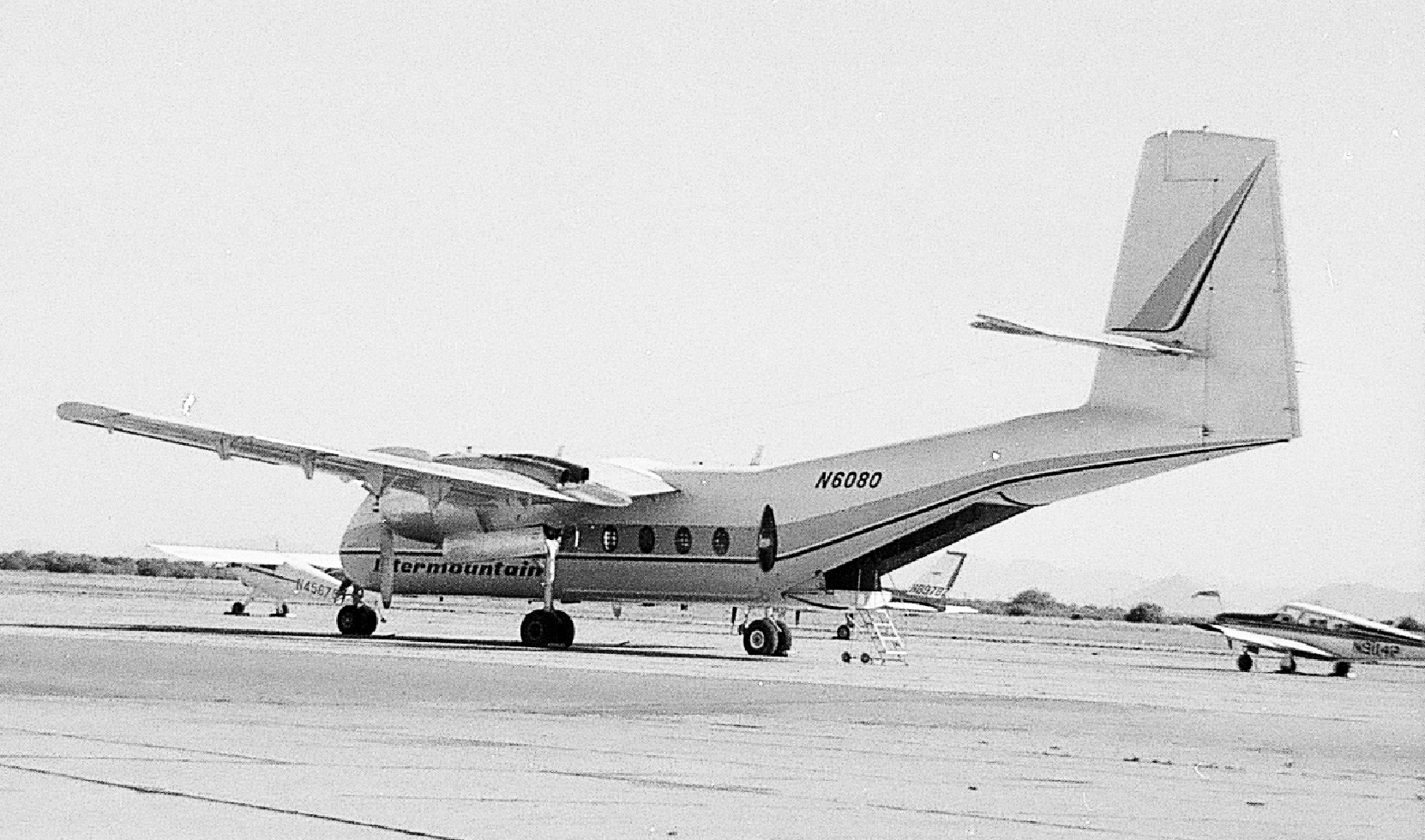
En av deras de Havilland Canada DHC-4 Caribou på deras flygbas Marana Army Air Field i Arizona i augusti 1973.

Intermountain Aviation eller Intermountain Airlines var ett amerikanskt privat flygbolag som egentligen var en frontorganisation för den amerikanska underrättelsetjänsten Central Intelligence Agency (CIA). Underrättelsetjänsten använde flygbolaget primärt för att transportera personal och utrustning för hemliga och sekretessbelagda uppdrag som utfördes i Sydostasien under Vietnamkriget. Intermountain ägdes av det Nevada-registrerade förvaltningsbolaget Pan Aero Investment Corporation.
Flygbolaget grundades i slutet av 1950-talet som Sonora Flying Service och var ett företag som arbetade med att underhålla och modifiera flygplan. De köpte flygplatsen Marana Army Air Field/Marana Airpark (idag Pinal Airpark), som ligger cirka 13 kilometer nordväst om de centrala delarna av staden Marana i Arizona, från Beiser Aviation Corporation. Den hade redan använts flitigt av USA:s flygvapen som ett träningscenter för att utbilda stridspiloter och annan flygpersonal, efter köpet tog CIA över den och stationerade där andra frontorganisationer som Air America och Continental Air Services.

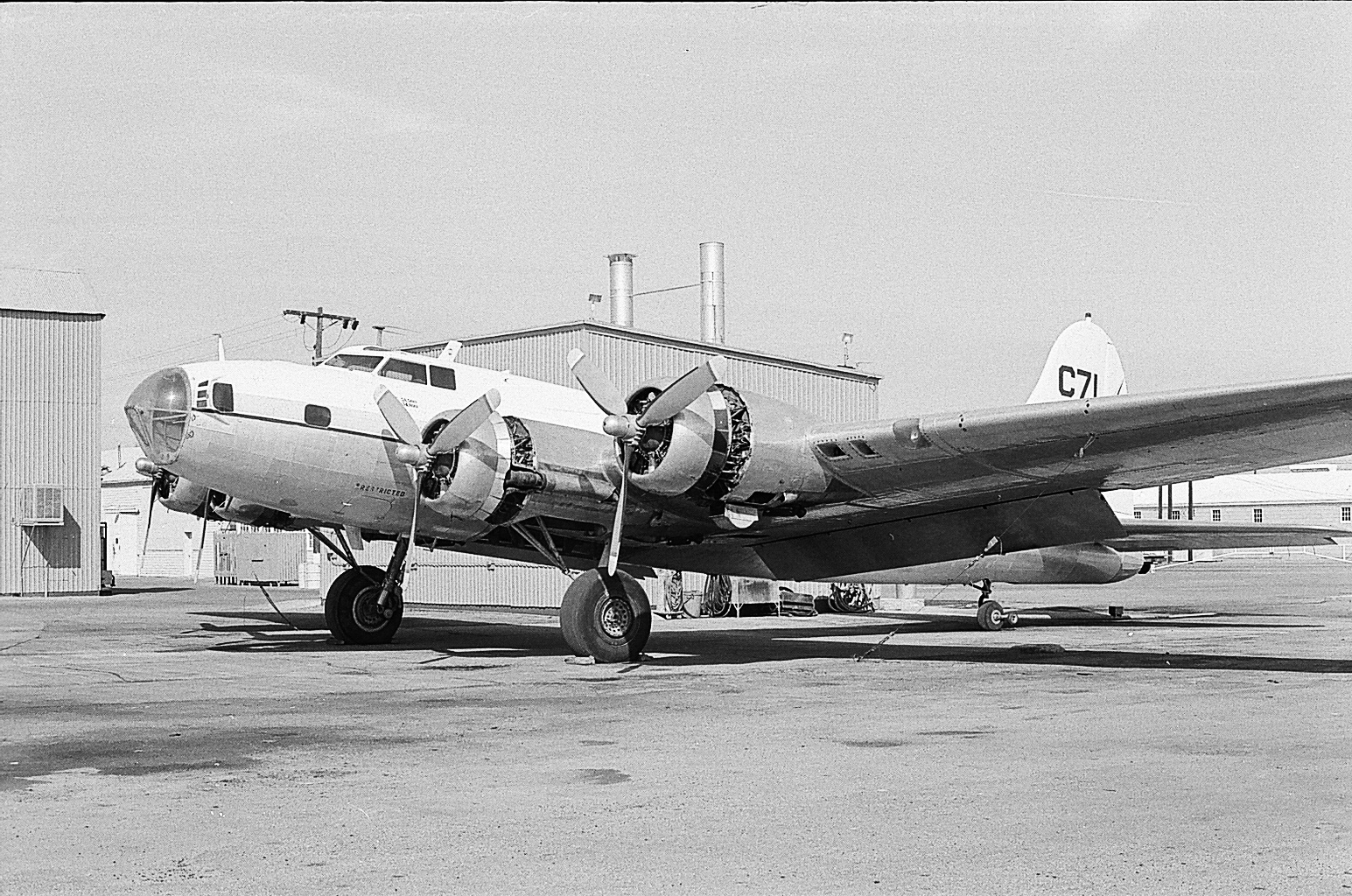
Boeing B-17G N809Z som användes i Project Coldfeet, Maranas flygplats, januari 1975

En av deras mest uppmärksammade uppdrag som har blivit offentliga var Project Coldfeet som gick ut på att transportera major James Smith (CIA) och löjtnant Leonard A. LeSchack (USNR) till Arktis 1962 i syfte att inhämta information om en övergiven sovjetisk forskningsstation. Man misstänkte att den istället kunde vara en spaningsstation för att lokalisera amerikanska ubåtar som rörde sig under Arktis. Man ansåg också att isen inte var tillräcklig stabil och lång att landa på med ett flygplan så man beslutade att de två skulle använda sig av fallskärmar för att landa där och för att kunna ta sig därifrån skulle de använda sig av Fulton surface-to-air recovery system. Det är ett system som då bestod av att man släppte upp en sorts väderballong med en medföljande 150 meter lång repanordning av förstärkt nylon som är kopplad till en person eller utrustning. Ett flygplan flyger förbi och träffar repanordningen med en speciell flygplansnos och då rycks personen/utrustningen med och blir uppvinschad till flygplanet utan att flygplanet behöver landa. Detta var första gången man använde systemet i skarpt läge. Uppdraget blev lyckat och man fann bevis om avancerad forskning om akustiska system för att upptäcka fientliga ubåtar och utveckling av motmedel mot ubåtskrigföring i Arktismiljö.
Intermountain var också anklagade för att de levererade flertal Douglas A-26 Invader till exil-kubanska stridspiloter, som använde dessa för att stödja den amerikanska sidan vid Grisbuktsinvasionen 1961. De sålde även sju bombflygplan illegalt till Portugals flygvapen, för att de skulle användas mot rebeller i Angola, Moçambique och Portugisiska Guinea (idag Guinea-Bissau).
I början av 1970-talet blev företaget uppköpt av Evergreen International Aviation, en annan frontorganisation för CIA.